# Årset
Årset är en tätort i Ålesunds kommun i Møre og Romsdal fylke i västra Norge. Orten ligger på sydsidan av Ellingsøya, cirka 17 kilometer nordöst om staden Ålesund.